# Dawny kościół imienia Zbawiciela na placu Czystym we Wrocławiu
Kościół Zbawiciela (niem. Salvatorkirche) – pierwszy kościół ewangelicki, który znajdował się we Wrocławiu, na Wygonie Świdnickim, w obrębie obecnego pl. Czystego (Salvatorplatz).  

## Historia

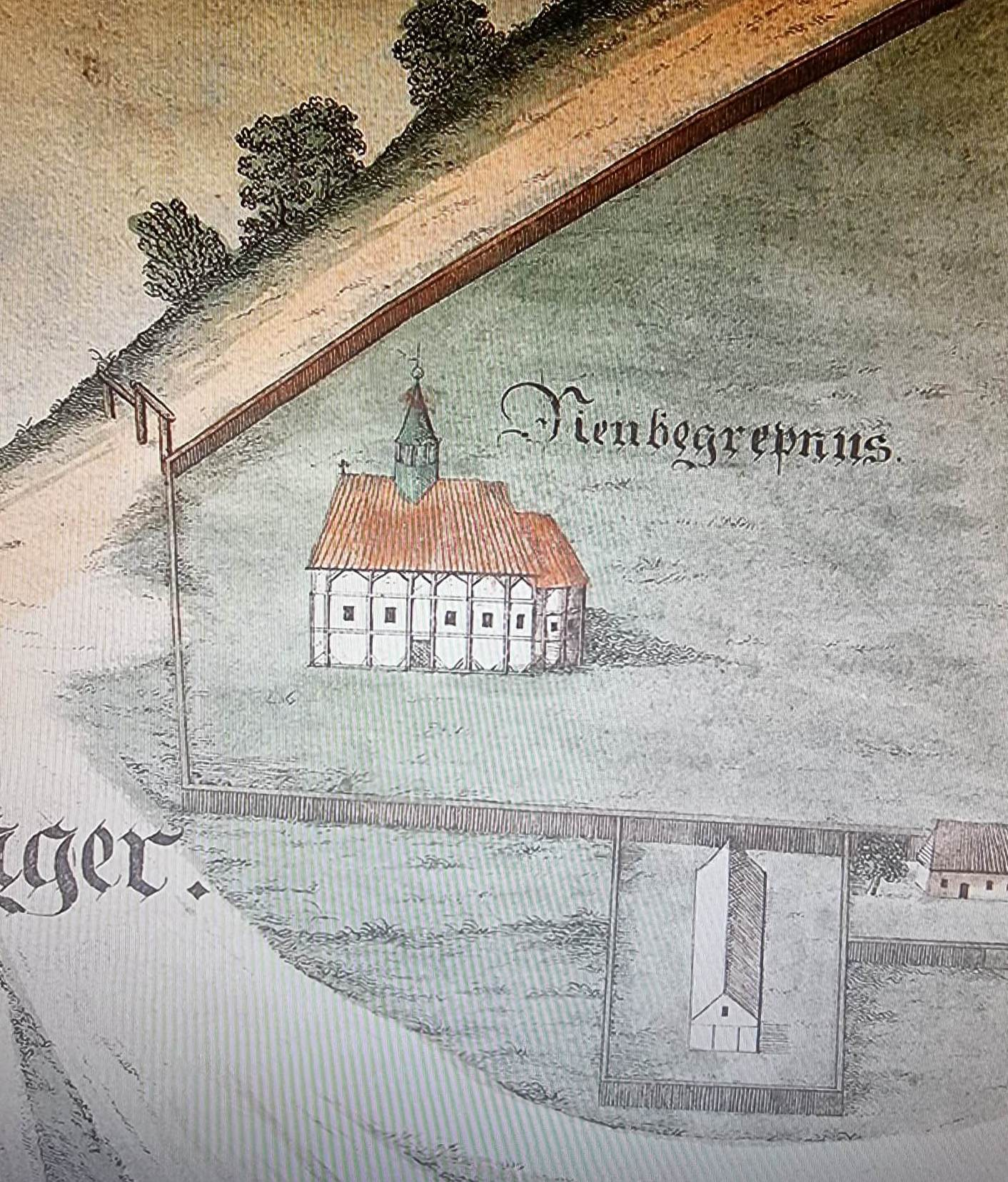
widok kościoła Zbawiciela na planie Barthela Weihnera z 1562 roku

W 1541 roku rada miejska Wrocławia zakupiła leżący poza murami miasta kawałek łąki, w celu założenia nowego cmentarza "Kirchof zu St. Gertrudis" (cmentarz św. Gertrudy dla mieszkańców "świdnickich łąk". 24 marca 1541 teren został ogrodzony: północna strona cmentarza leżała bezpośrednio przy fosie obwarowań miejskich;  przy wschodnim płocie stało niewielkie ossuarium, natomiast wejście główne prowadziło przez bramę od strony zachodniej. W takim niezmienionym kształcie przetrwał do XIX wieku. 
Część przyległych ziem wykupiła również parafia św. Marii Magdaleny, która chowała na tych terenach swoich ubogich parafian. Z jej inicjatywy i na jej terenie, gdzie dotychczas stał krzyż cmentarny lub kaplica grobowa  w 1561 roku rozpoczęto budowę kościoła pod wezwaniem Zbawiciela. Prace zakończyły się w 1568 roku. Już w 1562 roku wizerunek kościoła w jego pierwszej fazie budowy uwiecznił Barthel Weihner i jego syn Georg na planie Wrocławia. Pierwszym pastorem w kościele był doktor Ambrosius Moibanus (młodszy) lub Gregorius Gebhard. 
W kościele odbywały się msze dla ludności zamieszkałej w pobliskich wsiach na południe od Wrocławia, m.in. dla Glinianek, Hub, Nowej Wsi i Borka. W latach 1609–1610 świątynię rozbudowano. W 1648 roku kościół przeszedł pod władanie katolików i pozostał pod nim do 1708 roku. 15 lutego 1742 roku świątynia została podniesiona do rangi kościoła filialnego parafii św. Marii Magdaleny i obsługiwała ludność ewangelicką ze wsi Nowa Wieś, Gajowic, Szczepina, Wojszyc, Oporowa, Grabiszyna, Muchoboru Wielkiego, Muchoboru Małego, Hub, Księża Małego, Księża Wielkiego, Tarnogaju i Dworka. Od 1757 roku opiekę duchową proboszcz świątyni roztaczał także nad regimentem kirasjerów stacjonujących na Grabiszynie. W 1768 roku, po wojnie siedmioletniej, kościół odnowiono i odremontowano, a następnie ponownie poświęcono. W 1777 roku zamknięto otaczający go cmentarz. 12 listopada 1854 roku kościół doszczętnie spłonął.

## Opis architektoniczny
Według większości źródeł pierwszy budynek świątyni był wykonany w konstrukcji szachulcowej. Mariusz Caban, choć nie neguje tego poglądu, wskazuje na inną możliwość, a mianowicie, że w pierwszych latach istnienia kościół mógł być odeskowany. Była to świątynia jednonawowa, z wyodrębnionym, zamkniętym poligonalnie niższym prezbiterium. Korpus na poziomie fundamentów mierzył 36 łokci długości i 18 szerokości (16,70 x 10,80 m), prezbiterium miało długość 8.40 m, a największa szerokość mierzona przy łuku tęczy 7,25 m.  Konstrukcję pokrywał dach dwuspadowy nad korpusem i wielospadowy nad prezbiterium; nad dachem korpusu umieszczona została sygnaturka. W 1577 lub 1582 roku do bryły, od zachodniej strony, na osi kościoła dobudowano wieżę (dzwonnicę), niższą od sygnaturki. Jedynie na planie Wrocławia umieszczonym w dziele wydanym przez Matthäusa Meriana w 1650 roku wieża znajdowała się przy północnej ścianie korpusu, przy północno-zachodnim narożniku kościoła. Pierwsze prace rozpoczęto 20 kwietnia: wykonano fundamenty, na których postawiono drewnianą konstrukcję i przykryto ją gontem. 19 maja na szczycie osadzono kulę, zamontowano duży dzwon ufundowany przez ludwisarza Hansa Fuchsa oraz mały dzwon lub dwa małe dzwony pochodzące z sąsiedniej kaplicy (kościółka) św. Gertrudy. 
W 1610 roku, z powodu złego stanu technicznego wieży wzniesiono nową na planie kwadratu o boku 6 metrów, która przylegała do elewacji zachodniej w osi założenia. Wieżę, tym razem już wyższą od sygnaturki znajdującej się na dachu korpusu, zwieńczono kulą, krzyżem, chorągiewką i gwiazdą, której elementy pomalował miejscowy malarz George Hader. W tym samym czasie przebudowano korpus świątyni, przedłużając go w kierunku zachodnim o 18 łokci czyli około 10,90 m. Okna zakończono łukiem półpełnym o prostych podziałach maswerków. Na dachu umieszczona była sygnaturka o cechach już wczesnorenesansowych. Prace zakończono w maju 1610 roku. Wygląd kościoła w takiej formie widoczny jest na grafice G. Hayera z 1613 roku oraz na planie miasta umieszczonego w dziele M. Meriana z 1650 roku. W październiku 1638 na wieży osadzono żelazną szpilę. 
W 1723 roku dokonano przebudowy świątyni w duchu baroku: dobudowano asymetryczną nawę boczną z dwoma kondygnacjami empor oświetlonymi ośmioma parami okien i przykrytą osobnym, czterospadowym dachem. Podobne empory dodano w starym korpusie po stronie północnej oraz dodano dwie wieżyczki w pobliżu wieży, które doświetlały dwie klatki schodowe prowadzące na empory. W tym samym okresie rozbudowano również prezbiterium. Według Przemysława Guszpita, Rolanda Mruczka i Tomasza Kastka świątynia po przebudowie barokowej wykonana była w konstrukcji ryglowej.
Podczas wojen śląskich, w okresie od 1756 do 1763 roku, z powodu obronnych, wieża kościoła została obniżona lub zniszczona. Odbudowano ją w latach 1767–1768, a jak wynika z zachowanego kosztorysu z 22 sierpnia 1767 koszt tych prac wyniósł 1214 talarów.    